# A. A. Luce
Arthur Aston Luce (21 de agosto de 1882 – 28 de junio de 1977) fue un profesor de filosofía del Trinity College, Dublin y también chantre de la Catedral de San Patricio de Dublín (1952–1973). A lo largo de su vida desempeñó diversos cargos eclesiásticos. Se le consideró una autoridad en la obra del filósofo George Berkeley. Su adscripción al Trinity College desde 1912 a 1977 constituye un récord de permanencia.

## Biografía
Luce nació en Gloucester. Fue el cuarto hijo del reverendo John James Luce y de Alice Luce (nacida Stubbs). Fue educado en el Lindley Lodge School y en el Eastbourne College. Ingresó en el Trinity College, Dublin en 1901, doctorándose en 1911.

### Primeros escritos
Sus primeros trabajos versaron sobre materias teológicas. Su carrera fue interrumpida por la Primera Guerra Mundial, en la que sirvió, obteniendo la Military Cross (Cruz Militar) en 1917. Tras la guerra publicó "Monophysitism Past and Present" (1921) que trata de la naturaleza de Jesucristo y su relación con el mundo. Al año siguiente, dentro de la serie de conferencias "Donnellan Lectures" publicó unas sobre Henri Bergson, donde trató temas de psicología, evolución y religión.

### Obras sobre Berkeley
Su interés sobre este filósofo irlandés data de los años 30. Pensaba que los estudios sobre Berkeley habían sido inadecuados, cuando no erróneos. Indagó en fuentes alternativas tratando de arrojar nuevas luces sobre él. Luce estudió el papel que desempeñó Malebranche en el pensamiento del joven Berkeley. Con anterioridad al libro de Luce Berkeley and Malebranche (1934), al primero únicamente se relacionaba con John Locke y con el empirismo.
La filosofía más madura de Berkeley recibió una exposición aguda en el trabajo de Luce "Berkeley's Immaterialism" (1945). Junto con Thomas Edmund Jessop editó The Works of George Berkeley en nueve volúmenes (1948–1957).
Luce no solo era experto en Berkeley, sino que creía en el berkelianismo. En "Sense without Matter" (1954) el estudioso trata de adaptar de alguna forma la filosofía de Berkeley a los tiempos modernos. En esta obra Luce trata asimismo de la explicación de la materia en la Biblia y de aspectos de la psicología de la percepción y la naturaleza.
La reputación personal de Berkeley entre los historiadores y el público en general también era asunto que Luce creía necesario corregir y actualizar. Algunos estudios de Berkeley habían contribuido a incrementar su reputación de soñador y solitario que a menudo tendía a esconder su punto de vista real. En el libro "Life of George Berkeley, Bishop of Cloyne" (1949) Luce profundiza en el tema, tratando de arrojar nueva luz sobre el filósofo irlandés.

### Vida personal
En 1918 se casó con Lilian Mary Thomson, con quien tuvo tres hijos. Trágicamente su esposa y su pequeña hija se ahogaron en 1940. La originalidad de su obra académica y sus numerosas funciones administrativas le valieron una sólida reputación local e internacional. Fue considerado como un agudo predicador y un respetado tutor. Sus pasatiempos eran el ajedrez y la pesca con caña, sobre la que escribió un exitoso libro: "Fishing and Thinking" 1959. Murió el 28 de junio de 1977.

## Obras de A. A. Luce
- Berkeley and Malebranche. Oxford: 1934.
Luce, A. A. Berkeley and Malebranche. A Study in the Origins of Berkeley's Thought. New York: Oxford, 1967. Repr. of 1934 ed. with new Preface.
Luce, A. A. Berkeley and Malebranche - A Study in the Origins of Berkeley's Thought. - READ BOOKS, 2008. ISBN 1-4437-2838-1 ISBN 978-1-4437-2838-6 (Google Books)
Download Luce A. A. Berkeley and Malebranche in DjVu and other formats from Internet Archive
- Berkeley's immaterialism: a commentary on his "A treatise concerning the principles of human knowledge". - London: 1945.
- with T. E. Jessop. A bibliography of George Berkeley. 2nd. edn. - Springer, 1968. ISBN 90-247-1577-6 ISBN 978-90-247-1577-0
- The Dialectic of Immaterialism: An Account of the Making of Berkeley's Principles. - London: Hodder and Stoughton, 1963.
- Fishing and Thinking. Many printings.

### Sobre el autor
- A Dictionary of Irish Biography, edited by Henry Boylan, Third Edition, Gill and MacMillan 1998, pp. 226–227.
- Mccormack. (2001) Blackwell Companion to Modern Irish Culture, Blackwell Publishing. p. 361. ISBN 0-631-22817-9.
- Luce, John Victor - "A Memoir of A.A. Luce" 1990 Intro. to "Fishing and Thinking" (1993) Ragged Mountain Press pp. 1–7.
- Bettcher, Talia Mae (Ph. D., California State University) LUCE, Arthur Aston - In: Dictionary of Twentieth Century British Philosophers. Ed by S. Brown. Thoemmes Continuum, 2005. pp. 590–594.
- McKim, R. Luce's account of the development of Berkeley's immaterialism. - J. of the history of ideas. - Philadelphia, 1987. - Vol. 48. - N 4. - P. 649-669.

- Datos: Q4647485